# لوراتادين
لوراتادين (بالإنجليزية: Loratadine)‏ هو دواء من الجيل الثاني لمضادات مستقبلات الهستامين يُستخدم لعلاج حالات الحساسية.يرتبط بتركيبه الكيميائي ارتباطاً وثيقاً بمضادات الاكتئاب ثلاثية الحلقة مثل إيميبرامين، وارتباطاً بعيداً بمضاد الذهان المهدئ كيوتيابين.
يتم تسويقه اللوراتادين التي انتجته شركة شيرينغ بلاو لصناعة الأدوية تحت عدة أسماء تجارية (على سبيل المثال، كلاريتين) وأيضا من خلال شيونوجى في اليابان. تم تطوير منتج خاص منه اسمه كلاريتين-D أو كلاريناز، يتم إضافة البسودوإيفيدرين مع اللوراتادين لعلاج حالات الاحتقان مما يجعله مفيداً لنزلات البرد، وكذلك الحساسية ولكن هذه الإضافة تحمل المزيد من الآثار الجانبية المحتملة مثل الأرق والقلق، والعصبية الناتجة من مضاد الاحتقان المضاف.

## الاستعمالات
تخفيف أعراض الحساسية الموسمية مثل سيلان الأنف، العطس، الحكة، العيون الدامعة، أو حكة في الأنف والحنجرة، الجيوب، الرَمَد، الاحمرار المُزمن.

### موانع الاستعمال
الحساسية من اللوراتادين أو للمواد المستخدمة في المركب.

## الاحتياطات
يستعمل بحذر في حالة الضعف الكلوي: الحادِّ والمعتدلِ تُخفّضُ الجرعةً إلى النصف.
يستعمل بحذر في حالة الضعف الكبدي.
- كبار السن: الخطر المتزايد للتهدئة وتأثيراتِ المضادة على مستقبلات الكولين، يجب المراقبة بعناية.
- الأطفال: تجنب استعماله للأطفالِ اقل من سنتين.
- الرضاعة من الصّدر: الأكاديمية الأمريكية للأطفال ترى انه هذا الدواء يمكن أن يستعمل أثناء الرضاعة الطبيعية. ومع ذلك، المملكة المتحدة لم توصي باستخدامه أثناء الرضاعة الطبيعية للأمهات.
- الحمل:لا يوجد دراسات كافية، غير موصى به في الحمل.

تجنّبْ شُرْب الكحولِ بينما تأْخذُ هذا الدواء، قد تسبب هذه الأدويةِ النعاس؛ لا تَقُدْ أَو تُشغّلْ الأجهزة الثقيلة إذا شعرت بالنعاس من هذا الدواء. على الأغلب يهدئ مضادات الهستامين الجسم بشكل ضعيف.

## الأعراض الجانبية
الأعراض الشائعة: الخمول، إعياء، صداع، غثيان، وجفاف الفم.
نادرة: ارتفاع إنزيمات الكبد، زيادة الوزن، الطفح، التفاعل الارجي (مثل صدمة وتقلص القصبات).
معلومات استخدام الدواء
هذا الدواء يعتبر أكثر فائدة إذا أُخذ قبل التعرض للعامل المسبب للحساسية 1 إلى 3 ساعات.
تناول العلاج حسب تعليمات الطبيب أو الصيدلاني. لا تتجاوز الجرعة المقررة.
يؤخذ هذا الدواء في نفس الوقت من كل يوم.
يؤخذ مع أو بدون الأكل، ويمكن تناوله مع الأكل إذا تسبب في اضطرابات في المعدة.
الأقراص التي تذوب في الفم (Oral-disintegrating tablet) : توضع على اللسان لتذوب بسرعة، دون حاجة لاستخدام الماء، لا تمضغ أو تسحق أو تمضغ.
يجب تجنب استخدام الكحول.
يفضل عدم استخدامه في الأطفال الذين تقل أعمارهم عن سنتين، أمان الاستخدام لم يحدد بعد.
التداخلات الدوائية
استخدامه مع مضادات الهستامين الأخرى يمكن أن تزيد من خطر الآثار الجانبية.
الجرعات وطرق الاستعمال
البالغين والاطفال 6 سنوات أو أكبر: 10 مغ مرّة يومياً.
الطفل:5-2 سَنَوات: 5 مغ مرة في اليوم.
الضعف الكلوي: الضعف المعتدل، يَعطي نِصْف الجرعةِ.الضعف الحادّ، يَعطي رُبْع الجرعةِ.

## اشكال الدواء
اقراص :5 مغ, 10 مغ.
شراب : 1 مغ/ 1 مل.
الكتلة الجزيئية النسبية(غم /مول) : 383

## التخزين
يجب حفظ الدواء بعبوات مغلقة جيدا بعيدا عن الضوء والرطوبة بدرجة حرارة أقل من 25 درجة.